# Lebbeke
Lebbeke là một đô thị ở tỉnh Oost-Vlaanderen. Đô thị này bao gồm các thị xã Denderbelle, Lebbeke và Wieze. Tại thời điểm ngày 1 tháng 1 năm 2006, Lebbeke có tổng dân số 17.608 người. Tổng diện tích là 26,92 km² với mật độ dân số là 654 người trên mỗi km².
Lebbeke là nơi có nhà máy sô cô la Callebaut.

## Cư dân địa phương nổi tiếng
- Jean-Marie Pfaff, cầu thủ bóng đá, sinh ở Lebbeke, hiện sống ở Brasschaat.
- Frank Vandenbroucke, cu rơ.